# Paradraconema meridionale
Paradraconema meridionale is een rondwormensoort uit de familie van de Draconematidae. De wetenschappelijke naam van de soort is voor het eerst geldig gepubliceerd in 1938 door Kreis.